# Decumanus

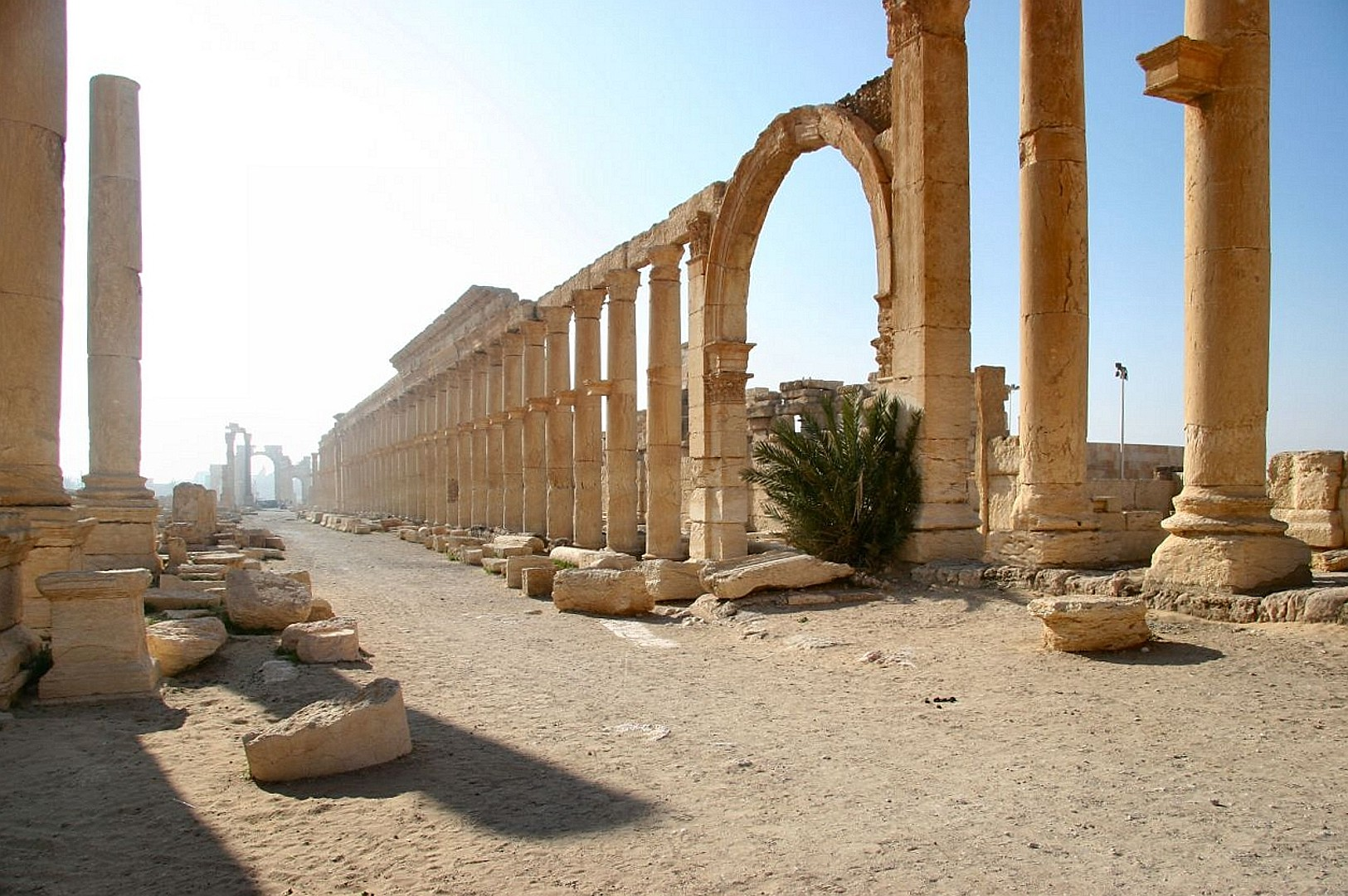
Otoczona kolumnadą arteria decumanus maximus w syryjskiej Palmyrze

Plan obozu rzymskiego z uwidocznionym przebiegiem traktów decumanus i cardo

Decumanus (właśc. decumanus maximus) – jedna z dwóch głównych ulic przecinająca rzymskie miasto lub umocniony obóz wojskowy na osi wschód-zachód. Druga, prostopadła do niej cardo maximus, przebiegała na linii północ-południe. W punkcie ich przecięcia sytuowane było forum, ponadto w rzymskiej urbanistyce ich przebieg wyznaczał ukierunkowanie (siatkę) innych równoległych ulic w centurialnym podziale obszaru miasta: decumani minores i cardo minores.